# 中台運動公園球技場
中台運動公園球技場（なりたしなかだいうんどうこうえんきゅうじょう）は、成田市の運営する球技場で、中台運動公園内に立地している。
同公園内には、他に野球場や陸上競技場などが立地していて、球技場は隣接する陸上競技場と共に、2002年のW杯公認キャンプ候補地に選定されていた。バックスタンドは角度があり、フィールドも近く、観戦環境としては申し分ないが、メインスタンドおよびサイドスタンドの芝生席は、角度がなく、メインスタンドから見て右手側のサイドスタンドにいたっては、フィールドに対してほぼ平行に客席が設置されているので、スタンド最前列に陣取らない限り、あまり良い視界を得ることは出来ない。
また、メインスタンド側には、100mの直走レーンが設置されているので、スタンドとピッチの間に距離があり、メインスタンドで観戦する際の臨場感は、陸上競技場のそれと大差はない。なお、メインスタンドから見て左側にはサイドスタンドは存在せず、コンコースとしてスペースを活用している。
同公園は成田市の財源確保の観点から2009年4月1日-2014年3月31日の5年契約で、「サウンドハウス」と命名権を締結していたが、この球技場については命名権による改称の対象とはなっていなかった。（なおサウンドハウスとの契約はその後成田市側の契約不履行が発生したため、サウンドハウスの申し出によって2011年3月31日をもって更新が打ち切られた）
2022年7月28日より、株式会社ハウジング重兵衛との命名権契約を締結し、同10月1日より「重兵衛スポーツフィールド中台球技場」（ただし、概ね1年間は正式名称の併用も認める）に改名された。

## 施設概要
- 収容人数　900人（座席数　500・バックスタンドのみ固定座席、他は芝生席）